# 山崎和樹
山崎 和樹（やまざき かずき、1957年 - ）は、日本の染色工芸家 、染色研究家、草木染め研究家。群馬県高崎市生まれ。東北芸術工科大学元准教授。明治大学農学部修士課程修了。信州大学工学系研究科博士後期課程修了。学術博士。
1982年、父である山崎青樹（群馬県重要無形文化財指定者）のもとで草木染の研究を始める。
1985年、神奈川県川崎市に草木染研究所柿生工房（草木工房）を開設し、草木染の研究、作品制作、講習会を行う。